# Plattform Industrie 4.0 (Österreich)

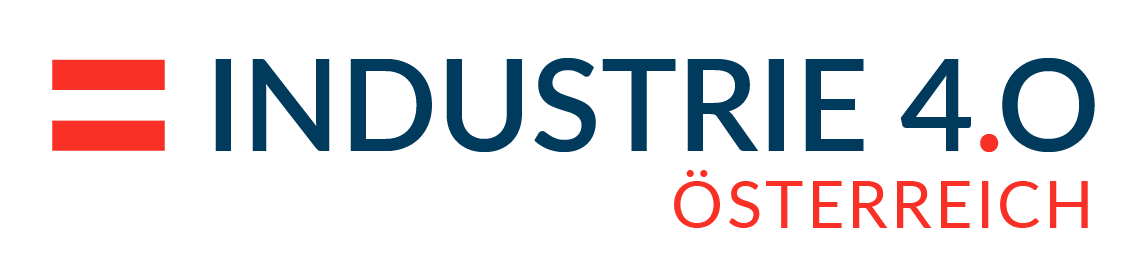
Logo

Die Plattform Industrie 4.0 (offizieller Name: „Verein Industrie 4.0 Österreich – die Plattform für intelligente Produktion“) ist ein Verein, der sich mit der Digitalisierung der österreichischen Industrie beschäftigt. Im Mai 2022 hat die Organisation rund 65 Mitglieder aus Wirtschaft, Wissenschaft und Verwaltung.

## Beschreibung
Die Plattform Industrie 4.0 ist ein gemeinnütziger Verein, der 2015 auf Initiative des heutigen Bundesministerium für Innovation, Mobilität und Infrastruktur (BMIMI) gegründet wurde. Weitere Gründungsmitglieder sind (in alphabetischer Reihenfolge):
- Bundesarbeitskammer (AK)
- Fachverband der Elektro- und Elektronikindustrie (FEEI)
- Fachverband Metalltechnische Industrie (FMTI)
- Industriellenvereinigung (IV)
- Produktionsgewerkschaft (PRO-GE)

Ziel der Plattform Industrie 4.0 ist es, neue technologische Entwicklungen und Innovationen (Industrie 4.0) für Arbeitgeber und Arbeitnehmer zu nutzen und den digitalen Wandel für die Gesellschaft sozialverträglich zu gestalten. Der Verein finanziert sich durch finanzielle Beiträge des BMK und der Gründungsmitglieder sowie durch Mitgliedsbeiträge. Die Plattform Industrie 4.0 ist Teil der Technologieplattformen des BMK.
Offizielle Partnerschaften gibt es mit der deutschen Plattform Industrie 4.0, CzechInno in Tschechien und mit Industrie2025 in der Schweiz.
Seit Oktober 2015 leitet Roland Sommer als Geschäftsführer die operativen Tätigkeiten und die Geschäftsstelle der Plattform Industrie 4.0.

## Aktivitäten
Im Juni 2022 existieren folgende thematische Arbeitsgruppen (in alphabetischer Reihenfolge):
- Forschung, Entwicklung & Innovation
- Mensch in der digitalen Fabrik
- Neue Geschäftsmodelle
- Normen & Standards
- Pilotfabrik (abgeschlossen)
- Qualifikationen & Kompetenzen
- Regionale Strategien
- Ressourcen- und Energieeffizienz[9]
- Security & Safety
- Smart Logistics

In den Arbeitsgruppen werden Veranstaltungen organisiert und gemeinsame Dokumente erarbeitet. Eine Zusammenarbeit mit Partnerorganisationen erfolgt in verschiedenen Projekten, z. B. im Rahmen von Interreg, über die Österreichische Forschungsförderungsgesellschaft oder über den Digitalisierungsfonds der Arbeiterkammer Wien. Ein Beispiel dafür ist das Ausbildungsprogramm „Digital Pioneers“, das jungen Frauen digitale Kompetenzen vermitteln soll.
Der „Summit Industrie 4.0“ ist ein jährlich stattfindender Kongress, welcher zusammen mit nationalen und internationalen Kooperationspartnern durchgeführt wird. 2018 fand die Veranstaltung in Bregenz statt, 2020 wurde der Summit in Linz ausgerichtet, 2022 fand die Veranstaltung im Wiener Rathaus statt.